# Dash (Kryptowährung)
Dash (für englisch Digital Cash ‚digitales Geld‘), anfangs (2014–2015) auch unter der Bezeichnung XCoin oder Darkcoin, ist eine Open-Source-Peer-to-Peer-Kryptowährung, die vergleichbare Funktionalitäten wie Bitcoin, aber auch darüber hinausgehende bietet. Ein besonderes Augenmerk wird auf Datenschutz gelegt. So sind bei Dash im Gegensatz zu anderen Kryptowährungen Transaktionsinformationen nicht öffentlich; dies wird durch das System PrivateSend (vormals Darksend) ermöglicht. Dabei werden Transaktionen mit denen anderer Personen vermischt und damit verschleiert. Zehn Prozent der Mining-Einkünfte gehen in die „Schatzkammer“ (englisch treasury), um Entwicklungsarbeit, Community-Projekte und Marketing zu finanzieren. Als Proof-of-Work-Algorithmus kommt X11 zum Einsatz.
X11 ist ein verketteter Hashing-Algorithmus und besteht aus BLAKE, BMW, Grøstl, JH, Keccak, Skein, Luffa, CubeHash, SHAvite, SIMD und Echo. X11 ist nicht resistent gegen den Einsatz von anwendungsspezifischen integrierten Schaltungen (ASICs) und ist geeignet für Mining mit CPUs und GPUs.
Die Marktkapitalisierung stieg seit Anfang 2017 stark an (3 % der gesamten Marktkapitalisierung aller Kryptowährungen) und betrug am 14. September 2017 etwa 2,3 Milliarden US-Dollar. Dash gehörte im September 2017 kurzzeitig nach Ethereum und vor Monero, Ripple und Litecoin zu den fünf größten Alternativen zu Bitcoin. Bis November 2018 halbierte sich die Marktkapitalisierung jedoch auf 1,1 Milliarden USD und sank weiter auf 740 Millionen USD zum Juli 2020. Trotz der allgemein negativen Marktentwicklung aller Kryptowährungen sank Dash auf Position 25.
Während des kompletten Zusammenbruchs des Vertrauens in die venezolanische Währung Bolivar unternahm Dash Anstrengungen, auch für diejenigen Teile der Bevölkerung des Landes mit geringen technischen Möglichkeiten zugänglich zu sein. Rimessen aus dem Ausland waren für die Bevölkerung des Landes überlebenswichtig und für das Land zu einem wichtigen Wirtschaftsfaktor geworden, während frei konvertierbare Währungen verboten waren. Ein System wurde bereitgestellt, das auch über SMS funktionierte für Leute ohne Computer, Tablet oder Smartphone. Dash wurde die beliebteste Kryptowährung in Venezuela.
Stand Oktober 2022 erreicht Dash eine Marktkapitalisierung von 456 Millionen Euro.